# Scioglyptis canescaria
Scioglyptis canescaria är en fjärilsart som beskrevs av Achille Guenée 1858. Scioglyptis canescaria ingår i släktet Scioglyptis och familjen mätare. Inga underarter finns listade.